# アルコキシ基
アルコキシ基 (alkoxy group) は、アルキル基が酸素原子に結合した構造 (RO-) である。アルコキシ基の領域は広く、もっともシンプルなものはメトキシ基である。エトキシ基はエチルフェニルエーテルで見られ、この有機化合物はエトキシベンゼンとも呼ばれる。
アルコキシドは、アルコールのプロトンが金属元素（おもにナトリウム）に置換した誘導体である。
また、エステルにもRO基として含まれる。